# Paul Dirac
Paul Adrien Maurice Dirac (født 8. august 1902 i Bristol, død 20. oktober 1984 i Tallahassee) var en teoretisk fysiker fra England, der arbejdede inden for kvantemekanikken. I 1926 påviste han, at Heisenberg og Schrödingers måde at formulere kvantemekanikken på er ækvivalente.
Han delte Nobelprisen i fysik i 1933 med Erwin Schrödinger for deres "opdagelse af nye produktive former af atomteorien."
Dirac var ateist. Efter at Wolfgang Pauli blev spurgt om Diracs synspunkter, svarede han: "If I understand Dirac correctly, his meaning is this: there is no God, and Dirac is his Prophet".

## Bedrifter
- Dirac forklarede det kvantemekaniske spin som et relativistisk fænomen.[5]
- Forudsagde eksistensen af den subatomare partikel positron.[1]
- Dirac-ligningen.[1][5]
- Large Number Hypothesis